# Waterpolo en los Juegos Mediterráneos de 2009
El torneo de waterpolo en los Juegos Mediterráneos de 2009 se realizó en las Piscinas la Naiadi de la ciudad de Pescara (Italia) entre el 30 de junio y el 5 de junio de 2009.

## Resultados
| Evento            | Oro    | Plata  | Bronce |
| ----------------- | ------ | ------ | ------ |
| Masculino (05.07) | Serbia | España | Italia |

## Equipos participantes
- Croacia
- Francia
- Grecia
- Italia
- Libia
- Montenegro
- España
- Serbia
- Turquía

## Fase de grupos

### Grupo A
| Equipo  | PJ | G | E | P | GF | GC | DG  | Pts |
| ------- | -- | - | - | - | -- | -- | --- | --- |
| Croacia | 3  | 3 | 0 | 0 | 39 | 19 | +20 | 9   |
| España  | 3  | 2 | 0 | 1 | 32 | 19 | +13 | 6   |
| Grecia  | 3  | 1 | 0 | 2 | 19 | 31 | -12 | 3   |
| Turquía | 3  | 0 | 0 | 3 | 18 | 39 | -21 | 0   |

30 de junio
| Grecia | 3 – 14 | Croacia |
| España | 11 – 4 | Turquía |

1 de julio
| Grecia | 11 – 9  | Turquía |
| España | 10 – 11 | Croacia |

2 de julio
| Grecia  | 4 – 11 | España  |
| Turquía | 6 – 14 | Croacia |

### Grupo B
| Equipo     | PJ | G | E | P | GF | GC | DG  | Pts |
| ---------- | -- | - | - | - | -- | -- | --- | --- |
| Italia     | 3  | 2 | 1 | 0 | 33 | 21 | +12 | 7   |
| Serbia     | 3  | 2 | 1 | 0 | 24 | 14 | +10 | 7   |
| Montenegro | 3  | 1 | 0 | 2 | 28 | 32 | -4  | 3   |
| Francia    | 3  | 0 | 0 | 3 | 25 | 43 | -18 | 0   |
| Libia      | –  | – | – | – | –  | –  | –   | –   |

 Libia se retiró de la competición.
30 de junio
| Francia | 5 – 12 | Serbia     |
| Italia  | 14 – 7 | Montenegro |

1 de julio
| Montenegro | 17 – 11 | Francia |
| Italia     | 5 – 5   | Serbia  |

2 de julio
| Serbia | 7 – 4  | Montenegro |
| Italia | 14 – 9 | Francia    |

## Puestos del 5º al 8º
|  | Eliminatoria del 5º al 8º | Eliminatoria del 5º al 8º |   |            | 5º y 6º    | 5º y 6º |  |
|  |                           |                           |   |            |            |         |  |
|  | 4 de julio                |                           |   |            |            |         |  |
|  | Grecia                    | 7                         |   |            |            |         |  |
|  | Francia                   | 10                        |   |            |            |         |  |
|  |                           |                           |   |            |            |         |  |
|  |                           |                           |   |            | 5 de julio |         |  |
|  |                           |                           |   |            | Francia    | 5       |  |
|  |                           | Montenegro                | 8 |            |            |         |  |
|  |                           |                           |   |            |            |         |  |
|  |                           |                           |   |            |            |         |  |
|  |                           |                           |   |            | 7º y 8º    |         |  |
|  | 4 de julio                | 4 de julio                |   | 5 de julio | 5 de julio |         |  |
|  | Montenegro                | 10                        |   | Grecia     | 11         |         |  |
|  | Turquía                   | 6                         |   |            | Turquía    | 8       |  |

## Fase Final
|  | Semifinales | Semifinales |   |            | Final        | Final |  |
|  |             |             |   |            |              |       |  |
|  |             |             |   |            |              |       |  |
|  | 4 de julio  |             |   |            |              |       |  |
|  | Croacia     | 8           |   |            |              |       |  |
|  | Serbia      | 14          |   |            |              |       |  |
|  |             |             |   |            |              |       |  |
|  |             |             |   |            | 5 de julio   |       |  |
|  |             |             |   |            | Serbia       | 9     |  |
|  |             | España      | 4 |            |              |       |  |
|  |             |             |   |            |              |       |  |
|  |             |             |   |            |              |       |  |
|  |             |             |   |            | Tercer lugar |       |  |
|  | 4 de julio  | 4 de julio  |   | 5 de julio | 5 de julio   |       |  |
|  | Italia      | 3           |   | Croacia    | 9            |       |  |
|  | España      | 8           |   |            | Italia       | 10    |  |

## Clasificación Final
| Posición | País       |
| -------- | ---------- |
|          | Serbia     |
|          | España     |
|          | Italia     |
| 4        | Croacia    |
| 5        | Montenegro |
| 6        | Francia    |
| 7        | Grecia     |
| 8        | Turquía    |

| Predecesor: Waterpolo en los Juegos Mediterráneos de 2005 | Waterpolo en los Juegos Mediterráneos 2009 | Sucesor: Anexo:Waterpolo en los Juegos Mediterráneos de 2013 |

- Datos: Q389986
- Multimedia: Water polo at the 2009 Mediterranean Games / Q389986